# آلکارگو
آلکارگو (انگلیسی: Allcargo) شرکت لجستیک هندی است، که در سال ۱۹۹۳ تأسیس شد.